# Mathias Løvik
Mathias Løvik, né le 6 décembre 2003 en Norvège, est un footballeur norvégien qui évolue au poste d'arrière gauche au Parme Calcio 1913.

## Biographie

### En club
Né en Norvège, Mathias Fjørtoft Løvik est formé au Molde FK. Il s'impose dans les différentes catégories de jeunes, avec les moins de 16 ans il officie notamment comme capitaine et en 2021 il est sacré lors du tournoi junior avec les moins de 19 ans.
En 2020 il est intégré pour la première fois au groupe professionnel, apparaissant lors de matchs amicaux d'avant-saison avant de se blesser et d'être écarté des terrains durant une longue période. Fjørtoft Løvik joue son premier match en professionnel le 25 juillet 2021, lors d'une rencontre de coupe de Norvège face au Spjelkavik IL (en). Il est titularisé lors de cette rencontre remportée par son équipe sur le score de quatre buts à un.
Il participe à son premier match en Eliteserien, la première division norvégienne, le 11 mai 2022, contre l'Odds BK. Il entre en jeu à la place d'Ola Brynhildsen et son équipe l'emporte par trois buts à zéro ce jour-là. Le 8 octobre 2022, il prolonge son contrat avec Molde jusqu'en décembre 2026.
Lors de la saison 2022, il est sacré champion de Norvège,.
Le 8 janvier 2025, Mathias Løvik est transféré au Parme Calcio 1913 pour un montant de six millions d'euros. Il y signe un contrat de quatre ans, le liant au club jusqu'en 2029.

### En sélection
Avec les moins de 18 ans, Mathias Fjørtoft Løvik joue un total de quatre matchs en 2021. 
Mathias Løvik joue son premier match avec l'équipe de Norvège espoirs le 12 septembre 2023 contre la Lettonie. Il entre en jeu à la place de David Møller Wolfe et son équipe s'impose largement par sept buts à zéro.

## Palmarès
Molde FK
- Championnat de Norvège (1) :
  - Champion : 2022.
- Coupe de Norvège (2) :
  - Vainqueur : 2021 et 2023.